# Eloy Campos
Eloy Campos (31 de maig de 1942) és un futbolista peruà.
Va formar part de l'equip peruà a la Copa del Món de 1970. Pel que fa a clubs, destacà a l'Sporting Cristal.